# Импровизация № 30 (Пушки)
Импровизация № 30 (Пушки) (англ. Improvisation No. 30 (Cannons), нем. Improvisation Nr. 30 (Kanonen)) — абстрактная картина русского художника Василия Кандинского, написанная между 1911 и 1913 годами. Работа была подарена чикагским юристом Артуром Джеромом Эдди Чикагскому институту искусств, в постоянной коллекции которого она находится до сих пор.

## Толкование
На картине, которая была написана в Германии в годы, предшествовавшие Первой мировой войне, изображён мир на грани войны и катастрофы. Можно лёгко различить пушки, упомянутые в названии, а также здания и небольшую группу людей (слева).
В своей книге 1912 года «О духовном в искусстве» Василий Кандинский провёл аналогию между музыкой и живописью как двумя способами абстракции, радикальным способом художественного творчества, который освободил цвет и линию от их традиционных репрезентативных функций. Между 1910 и 1914 годами он создавал «импровизации», работы, которые он описывал как бессознательные, спонтанные выражения. Кандинский прокомментировал «Импровизацию № 30 („Пушки“)» в письме Артуру Джерому Эдди, другу и коллекционеру из Чикаго: «Пушки… вероятно, можно объяснить постоянными разговорами о войне, которые продолжаются в течение года, [но] истинное содержание — это то, что зритель переживает, находясь под воздействием форм и цветовых сочетаний рисунка».